# Lakshaphagus
Lakshaphagus is een geslacht van vliesvleugeligen uit de familie Encyrtidae. De wetenschappelijke naam van dit geslacht is voor het eerst geldig gepubliceerd in 1931 door Mahdihassan.

## Soorten
Het geslacht Lakshaphagus omvat de volgende soorten:
- Lakshaphagus armillatus (Annecke, 1969)
- Lakshaphagus cerococci Xu & He, 1996
- Lakshaphagus ceroplastae (Risbec, 1951)
- Lakshaphagus daulai (Shafee, Alam & Agarwal, 1975)
- Lakshaphagus fusiscapus (Agarwal, 1965)
- Lakshaphagus hautfeuilli (Mahdihassan, 1925)
- Lakshaphagus japonicus (Tachikawa, 1963)
- Lakshaphagus laevis (Erdös, 1957)
- Lakshaphagus merceti (Hoffer, 1976)